# Австрийская академия наук
Австрийская академия наук (нем. Österreichische Akademie der Wissenschaften) — национальная научная организация Австрии.
В 1713 году Готфрид Лейбниц, вдохновлённый Лондонским королевским обществом и Французской академией, предложил создать подобную организацию. Но лишь 14 мая 1847 года в Вене была открыта Императорская академия наук. В 1918 году она переименована в Академию наук, а в 1947 году — в Австрийскую академию наук.
С середины 1960-х годов она стала ведущим учреждением Австрии в области неуниверситетских фундаментальных исследований. Состоит из 2 секций: математических и естественных наук; философских и исторических наук. Кроме того, в её состав входят Институт сравнительного исследования поведения им. К. Лоренца и Международный институт прикладного системного анализа. Библиотека академии содержит более 100 тыс. томов.

## Члены академии наук в разное время
- Грубер, Петер (1941 - 2017) — австрийский математик.
- Дресслер, Вольфганг (р. 1939) — австрийский лингвист.
- Перуц, Макс Фердинанд (1914—2002) — английский биохимик.
- Радон, Иоганн (1887—1956) — австрийский математик.
- Редтенбахер, Йозеф (1810—1870) — австрийский химик и ботаник.
- Рихтер, Эдуард (1847—1905) — австрийский географ, историк, гляциолог.
- Генрих фон Србик – австрийский историк.
- Трогер, Ханс (1943—2010) — австрийский математик и механик.
- Улиг, Виктор (1857—1911) — австрийский учёный-геолог и палеонтолог.
- Франц I (1853—1938) — 13-й князь Лихтенштейна, австрийский и лихтенштейнский историк.
- Цингерле, Пий (1801—1881) — австрийский востоковед и католический богослов.
- Штахель, Хельмут (р. 1942) — австрийский математик.
- Шрётер, Антон (1802—1875) — австрийский физик, один из основателей Австрийской академии наук
- Элиаде, Мирча (1907—1986) — румынский писатель, историк религий и исследователь мифологии.
- Бём-Баверк, Ойген фон — австрийский экономист, президент академии с 1911 года.
- Цайлингер, Антон (р. 1945) — австрийский физик, президент Австрийской академии наук с 2013 года.
- Фолькманн фон Фолькмар, Вильгельм (1821—1877) — австрийский философ и психолог.